# Potez X
Potez X (рус. Потез десять) — трёхмоторный пассажирский самолёт компании Potez.

## История
Самолёт совершил свой первый полёт в 1921 году. Через год появилась его модификация — Potez XB. После испытаний оба самолёта использовались в Северной Африке, выполняя рейсы во Французских колониях.

## Лётные данные
| Размах крыла, м             | 18,4  |
| Длина, м                    | 12,95 |
| Высота, м                   | 4,15  |
| Площадь крыла, м            | 94    |
| Масса пустого, кг           | 1800  |
| Максимальная взлётная, кг   | 3090  |
| Мощность двигателей, л.с.   | 3×180 |
| Максимальная скорость, км/ч | 165   |
| Крейсерская скорость, км/ч  | 132   |
| Дальность, км               | 1000  |
| Потолок, м                  | 5500  |
| Экипаж                      | 1     |
| Пассажиры                   | 10    |